# Trakoolchat Thongbai
Trakoolchat Thongbai ist ein thailändischer Fußballspieler.

## Karriere
Trakoolchat Thongbai stand bis Ende 2016 bei Army United unter Vertrag. Wo er vorher gespielt hat, ist unbekannt. Der Verein aus der thailändischen Hauptstadt Bangkok spielte in der ersten Liga des Landes, der Thai Premier League. Ende 2016 stieg der Verein in die zweite Liga ab. Für die Army absolvierte er acht Erstligaspiele. Nach dem Abstieg verließ er die Army und schloss sich dem Zweitligisten Samut Songkhram FC an. Mit dem Verein aus Samut Songkhram spielte er in der zweiten Liga, der Thai League 2. Ende der Saison stieg er auch mit Samut ab. Rayong FC, ein Zweitligist aus Rayong, nahm ihn die Saison 2018 unter Vertrag. Nach Vertragsende ist er seit Anfang 2019 vertrags- und vereinslos.